# Torymus bedeguaris
Torymus bedeguaris ist eine Erzwespe aus der Familie der Torymidae. Die Art wurde von dem schwedischen Naturforscher Carl von Linné im Jahr 1758 als Ichneumon bedeguaris erstbeschrieben. Das Art-Epitheton bedeguaris leitet sich von dem französischen Begriff bédégar für „Rosengalle“ ab.

## Bilder

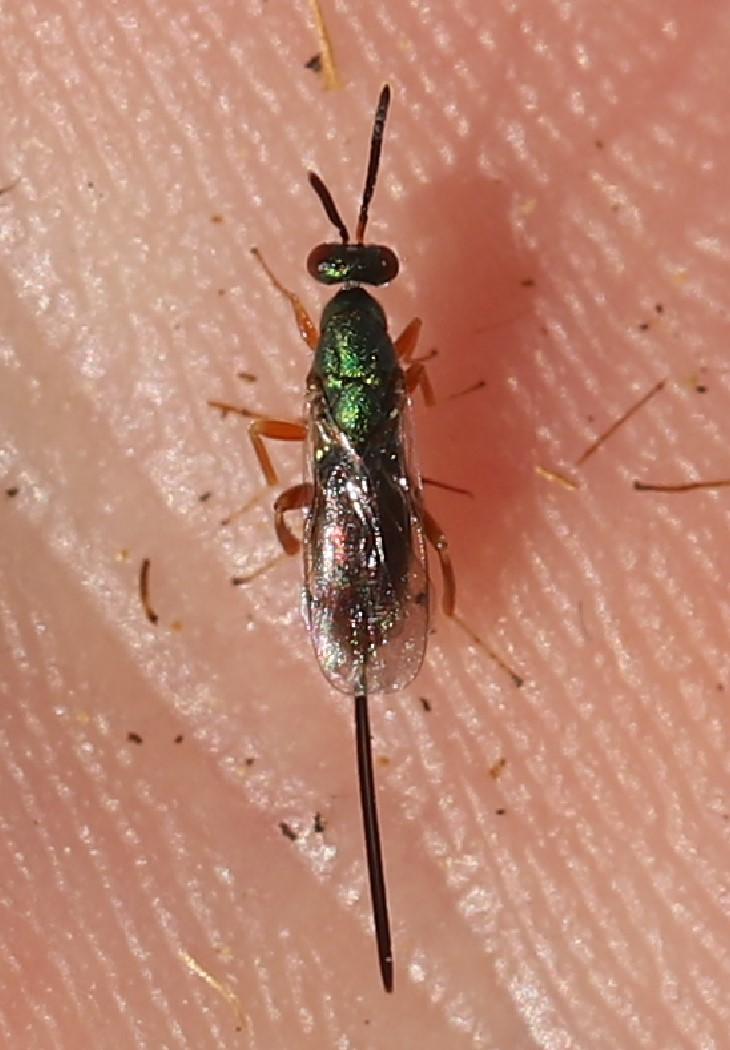
♀
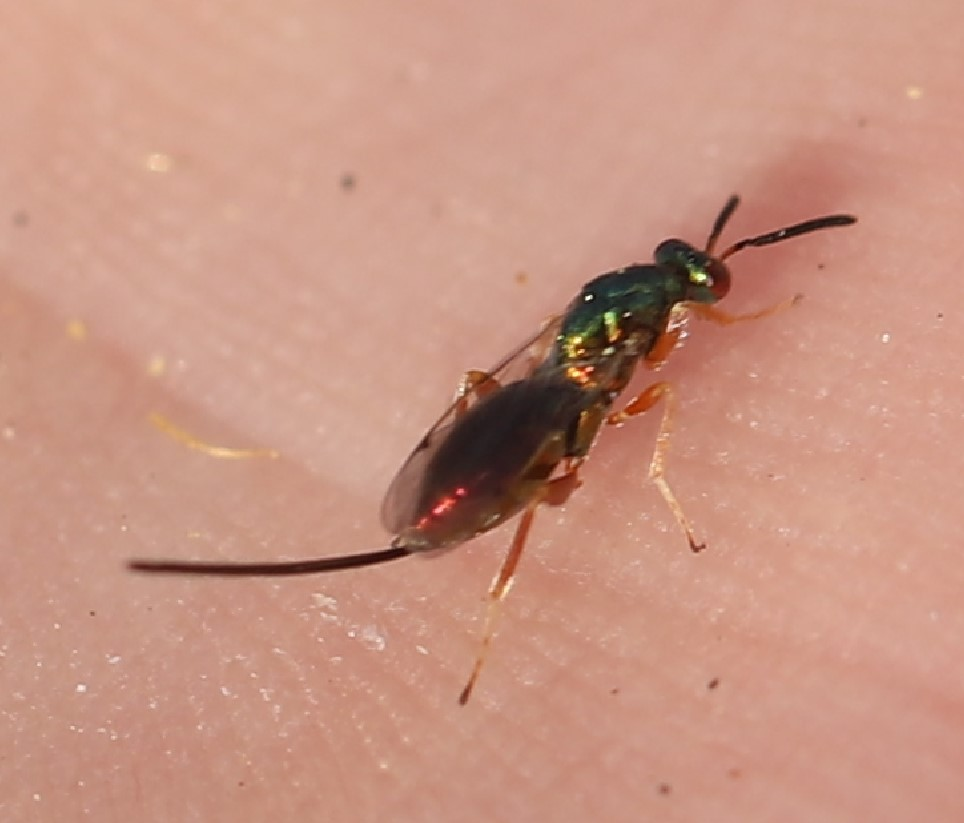
♀
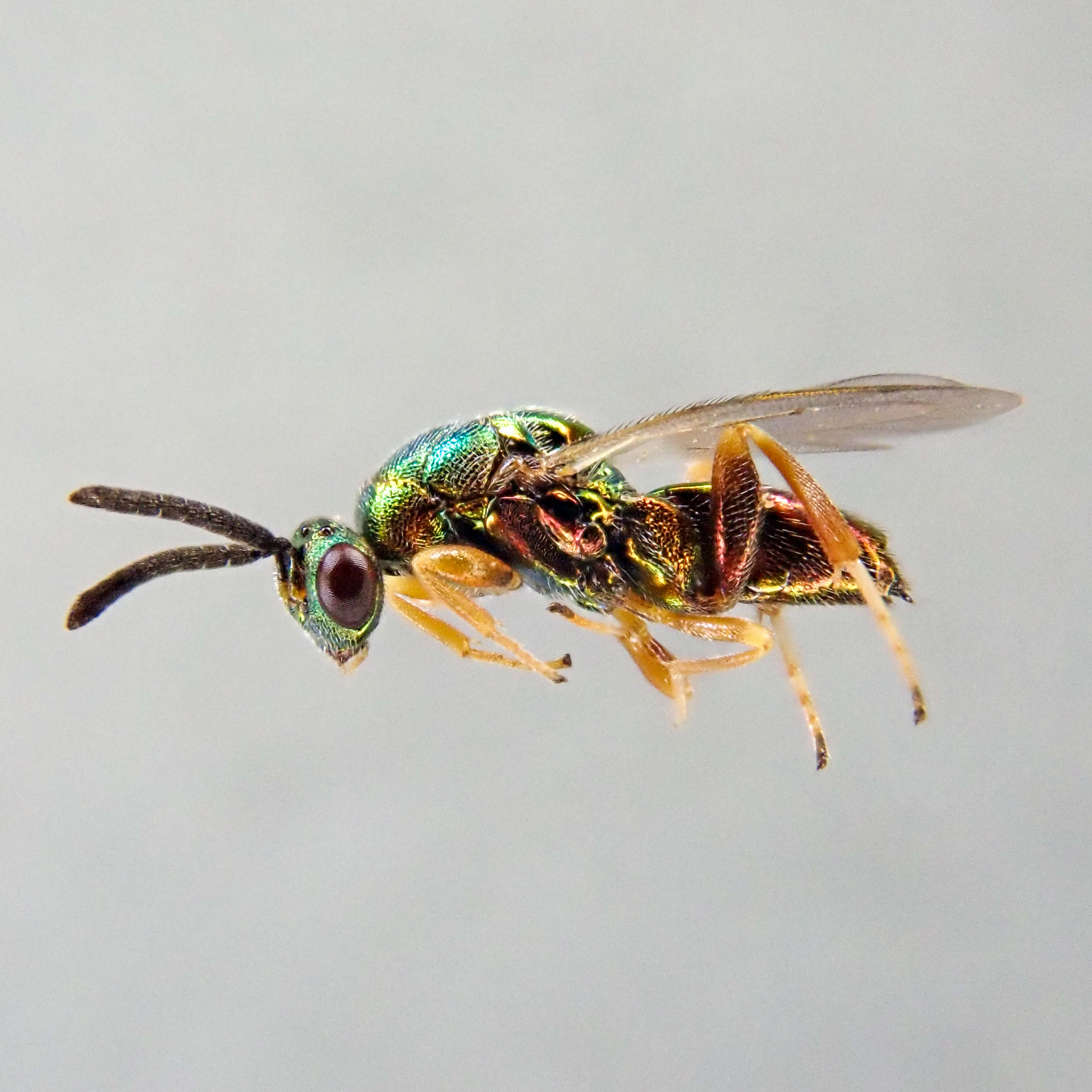
♂
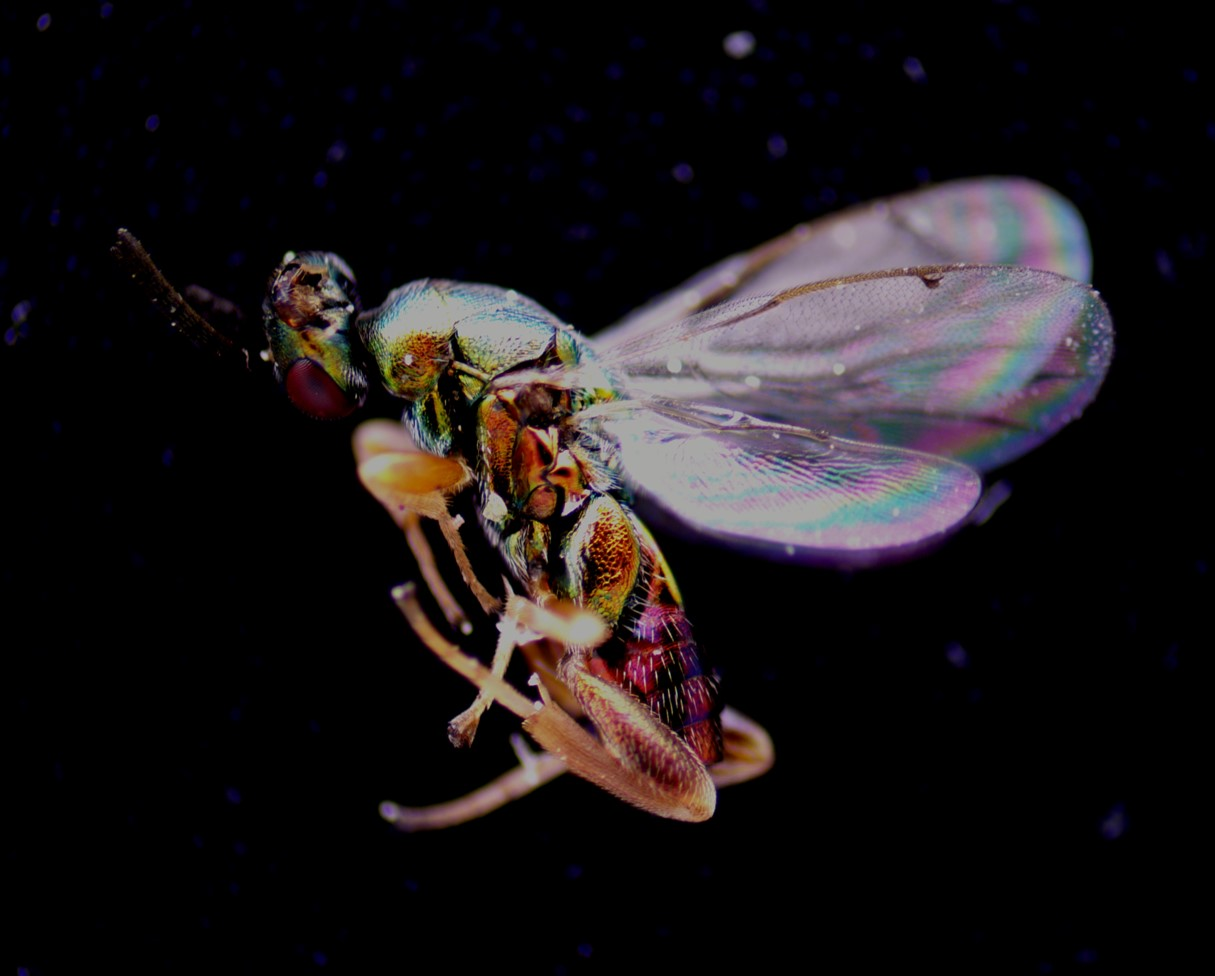
♂
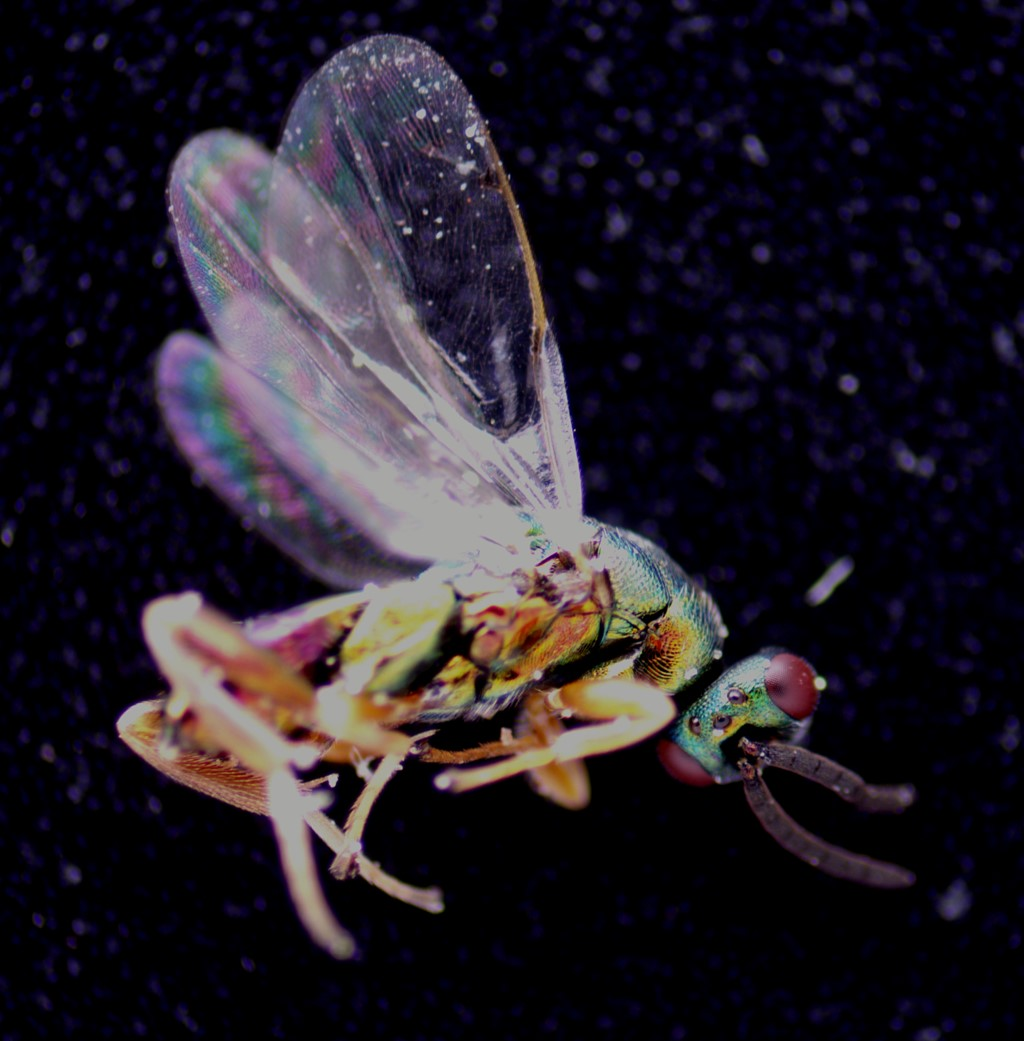
♂

## Taxonomie
Torymus bedeguaris ist eine von etwa 190 Arten in Europa, die der Gattung Torymus zugeordnet werden. Torymus bedeguaris ist namengebend für eine Artengruppe, die in Nordamerika aus 38 Arten besteht.

## Merkmale
Die Erzwespen sind 3–6 mm lang, wobei die Weibchen im Mittel länger als die Männchen sind. Die Grundfarbe ist grünlich goldglänzend. Die Facettenaugen sind rot. Die Fühler sind an der Basis meist gelbrot oder rot, ansonsten schwarz. Der Hinterleib ist rötlich goldglänzend. Die Beine sind rotgelb bis gelb gefärbt. Der Legebohrer der Weibchen ist geringfügig kürzer als deren Körperlänge.

## Verbreitung
Torymus bedeguaris kommt in der westlichen Paläarktis sowie in Nordamerika vor. In Europa reicht das Vorkommen von den Britischen Inseln und Skandinavien (Schweden) im Norden bis in den Mittelmeerraum (Spanien, Italien, früheres Jugoslawien) im Süden sowie bis in die Ukraine im Osten.

## Lebensweise
Torymus bedeguaris ist ein idiobionter Ektoparasitoid. Es werden Gallwespen (Cynipidae) der Gattung Diplolepis, die an Rosengewächsen wie der Hundsrose Pflanzengallen verursachen, parasitiert. Als Wirtsarten werden neben der Gemeinen Rosengallwespe (Diplolepis rosae) Diplolepis eglanteriae, Diplolepis fructuum, Diplolepis mayri und Diplolepis spinosissimae genannt. Torymus bedeguaris tritt außerdem als Hyperparasit der Schlupfwespe Orthopelma mediator auf. Die Weibchen legen mit ihrem Legebohrer jeweils ein Ei in die Brutkammern ihrer Wirte. Die geschlüpfte Erzwespenlarve ernährt sich von den anderen in der Brutkammer vorhandenen Larven. Die Überwinterung findet in der Wirtsgalle statt. Die Imagines verlassen diese im späten Frühjahr, hauptsächlich im Juni.